# Design 1133 (US Shipping Board)

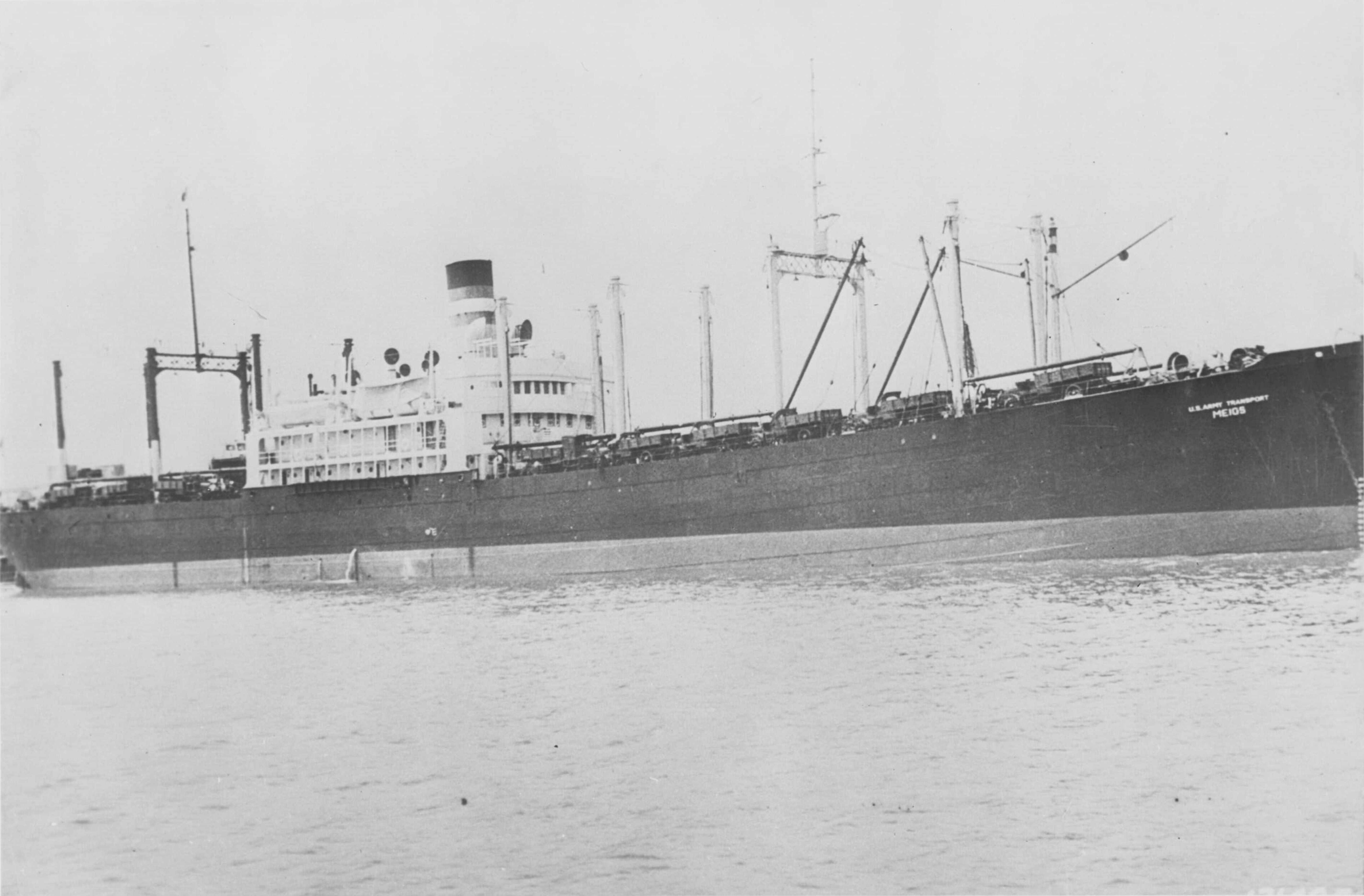
Le USAT Meigs ex-SS West Lewark construit par Los Angeles Shipbuilding & Drydock co. et coulé en 1942 par un bombardement du port de Darwin, en Australie.

Le navire Design 1133 (nom complet Emergency Fleet Corporation Design 1133) était un type de cargo à coque en acier appartenant à l’un des types standardisés approuvés pour la production en série par l’Emergency Fleet Corporation (EFC) de l’United States Shipping Board durant la Première Guerre mondiale. Réalisé en cinq exemplaires (plus cinq annulés après l’Armistice de 1918), il remplaçait une commande de dix cargos du Design 1013 et est parfois nommé type « Los Angeles Special » du nom de leur concepteur, le chantier naval de Los Angeles Shipbuilding & Drydock company. Il se distingue des cargos Design 1013 par leur château en un seul bloc avec deux niveaux de coursives. Les mâts de charge sont également plus nombreux, reposant sur un total de sept mâts jumelés (kingposts) dont deux sont reliés par des poutrelles (disposition dite goalpost). Les cinq cales sont divisées en trois niveaux à l'aide de faux-ponts et entreponts. 

## Caractéristiques

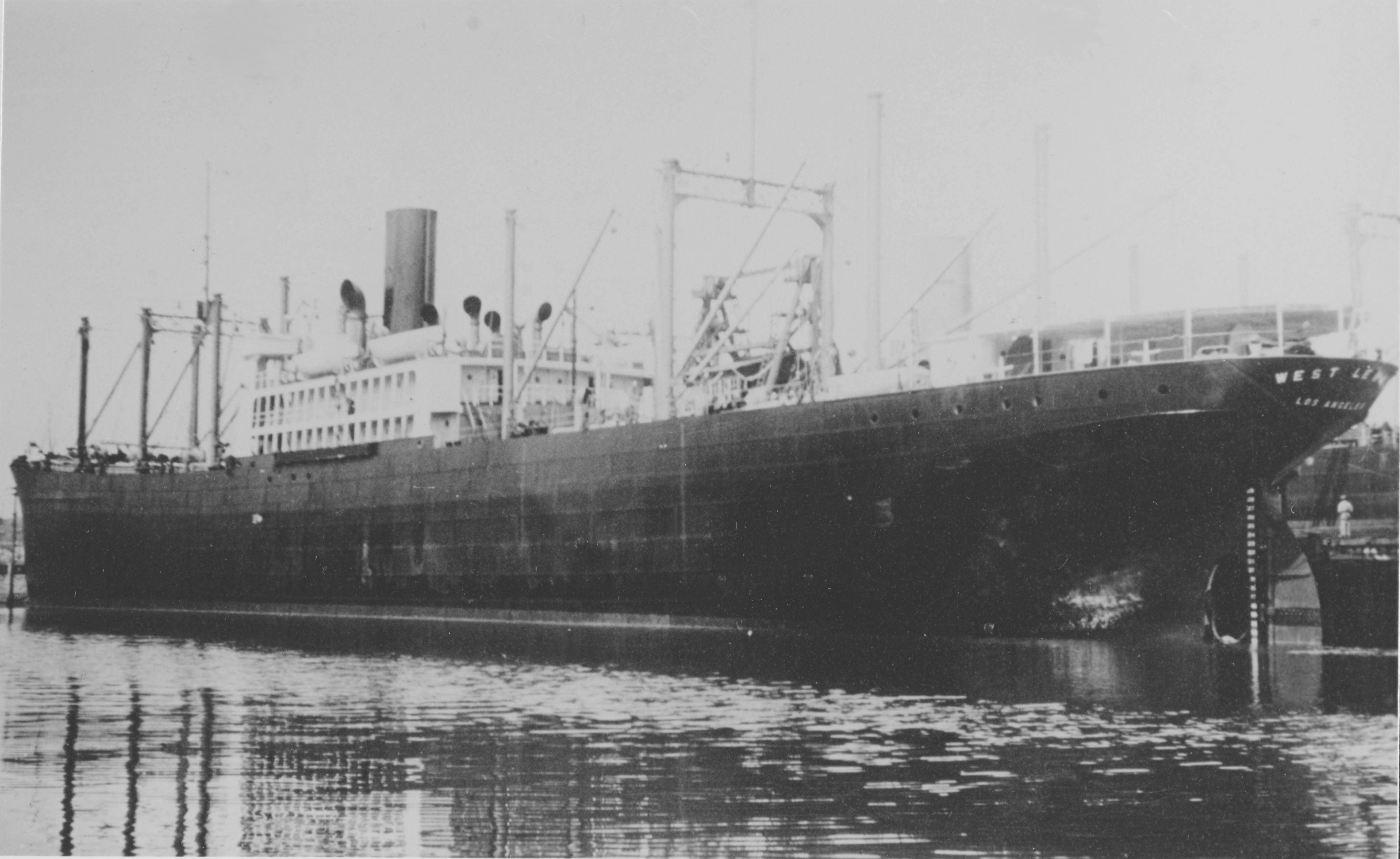
Vue de la poupe du SS West Lewark en attente d'un acheteur en 1921.

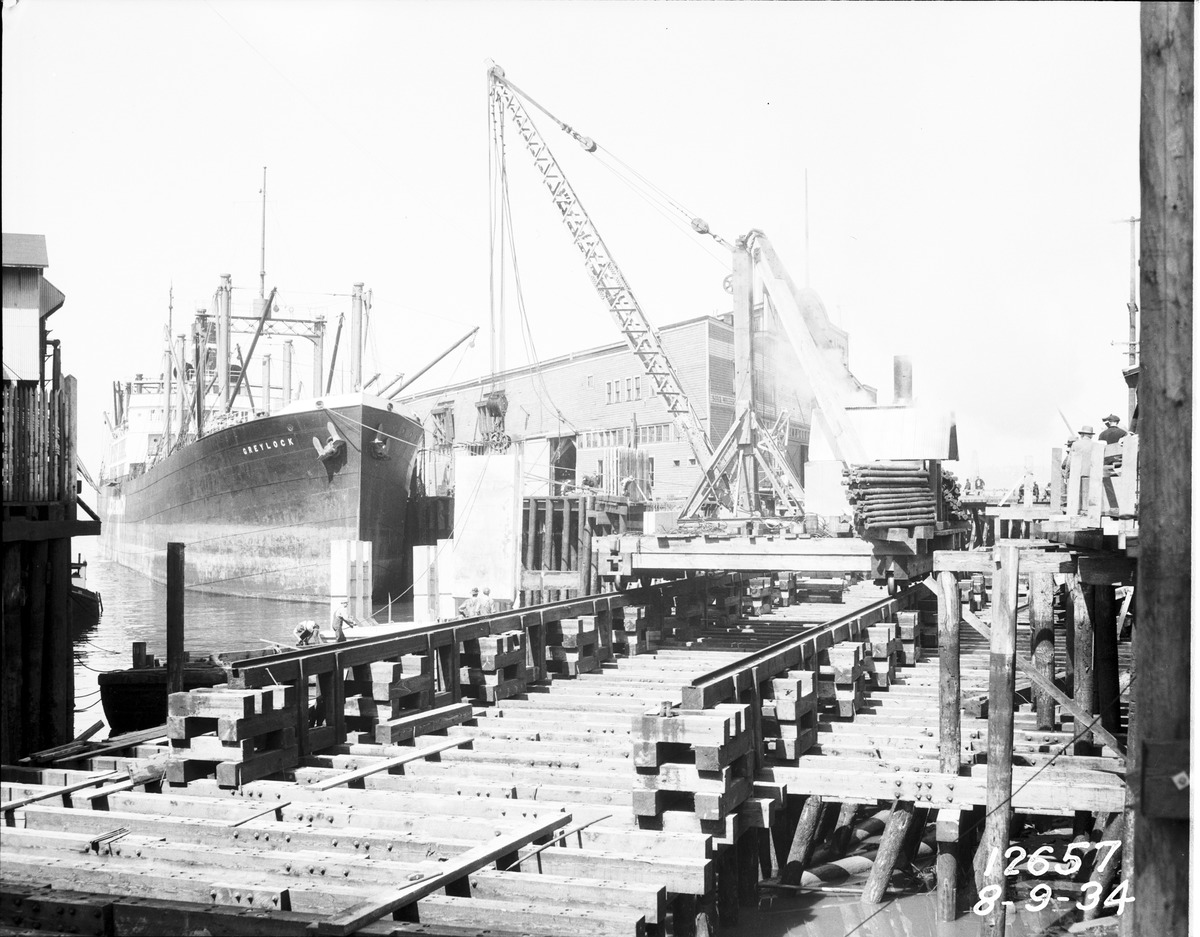
Le Greylock à Seattle en 1934.

## Production
Ils ont tous été construits dans les chantiers navals de la Los Angeles Shipbuilding and Dry Dock Company (en). L'Armistice du 11 novembre 1918 entraîne l’annulation de la commande d’une partie des cargos de l’Emergency Fleet dont la quille n’a pas été posée à cette date. Seuls cinq des dix navires seront donc réalisés, entrant seulement en service en 1921.

## Carrière

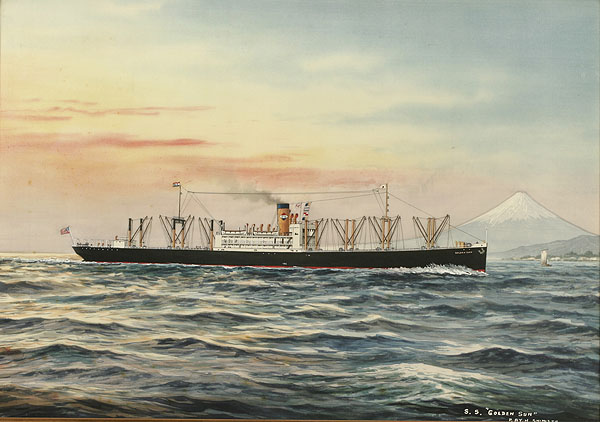
Peinture sur soie du Golden Sun de l'Oceanic and Oriental en 1925.

Premier à être construit, le SS West Lewark est attribué à l’US Army, devenant le navire de transport USAT Meigs. Les West Faralon, Greylock, Prospect et Chopaka sont revendus à des armateurs privés, trois rejoignent la flotte de l’Oceanic and Oriental Navigation Company (en) (O&O), une joint-venture entre la Matson Navigation Company et l’American-Hawaiian Steamship Company, dissoute en 1938, les navires endossant alors le pavillon de ces deux firmes. La Seas Shipping Company (en) achète quant à elle le West Greylock rebaptisé simplement Greylock. Ce navire sera coulé par un U-boot le 3 février 1943 tout comme le Honolulan (ex-West Faralon) le 22 juillet 1942,. L’USAT Meigs, chargé de véhicules, de munitions et d’approvisionnement, est le plus grand des navires présents dans la rade de Darwin lors de l’attaque aérienne japonaise du 13 février 1942. Il prend feu et coule eau peu profonde, la mâture et la superstructure restant visibles. L’épave est partiellement démolie en 1959-1960 mais les niveaux inférieurs et une partie de la cargaison sont toujours visibles, ce qui en fait un site de plongé reconnu. Des artefacts ramenés à la surface se trouvent désormais dans des musées locaux et collections privées
Au lendemain de la Seconde Guerre, il ne reste que deux 1133 à flot. Acquis en 1948, l'un par un armateur grec et l'autre par un italien, ces deux cargos seront démantelés à Osaka, respectivement en 1954 et 1959.